# 아이사 마이가
아이사 마이가(Aïssa Maïga, 1975년 5월 25일 ~ )는 프랑스의 배우이다.

## 출연 작품
- 미지의 코드 (2000)
- 사랑은 타이밍! (2005)
- 히든 (2005)
- 4월의 어느 날 (2005)
- 법정 (2006)
- 사랑해, 파리 (2006)
- 결혼하고도 싱글로 남는 법 (2006)
- 무드 인디고 (2013)
- 아프리칸 닥터 (2016)
- 더 보이 후 하네스드 더 윈드 (2019)